# Cuora pani
Cuora pani är en sköldpaddsart som beskrevs av  Song 1984. Cuora pani ingår i släktet Cuora och familjen Geoemydidae. IUCN kategoriserar arten globalt som akut hotad. Inga underarter finns listade i Catalogue of Life.
Arten förekommer i Kina i provinserna Shaanxi och Yunnan.